# DJK-VfL Billerbeck
DJK-VfL Billerbeck (vollständiger Name: Deutsche Jugendkraft – Verein für Leibesübungen Billerbeck 1912 e. V.) ist ein Sportverein aus Billerbeck im Kreis Coesfeld. Die erste Fußballmannschaft der Frauen qualifizierte sich zweimal für den DFB-Pokal.

## Geschichte
Der Verein wurde am 12. Januar 1912 als Turnverein Billerbeck gegründet, der Mitglied der Deutschen Jugendkraft war. Im Frühjahr 1919 wurde mit dem FC Pfeil Billerbeck ein Fußballverein gegründet. Am 4. Juli 1933 trat der Turnverein auf Druck der Nationalsozialisten aus der Deutschen Jugendkraft aus, bevor der Verein am 31. März 1937 in VfL Billerbeck umbenannt wurde. Gleichzeitig schloss sich der FC Pfeil dem VfL an. Nach dem Ende des Zweiten Weltkrieges wurde der VfL Billerbeck am 21. September 1945 neu gegründet, der am 2. April 1960 wieder der Deutschen Jugendkraft beitrat. Zu den zwölf Abteilungen des Sportvereins gehören Badminton, Fußball, Handball, Judo, Karate, Koronarsport, LBT (Leichtathletik, Breitensport, Turnen), Sportschießen, Tennis, Tischtennis, Trampolin und Volleyball an. Heimspielstätte ist das Sportzentrum Helker Berg mit einer Kapazität von 5000 Zuschauerplätzen.

## Frauenfußball

### Geschichte
Im Jahre 1986 gründete der Verein eine Frauenmannschaft. Diese spielte bereits Anfang der 2000er Jahre in der Landesliga, bevor die Mannschaft 2005 absteigen musste. Am 23. Mai 2008 wurde Kristine Zumbült mit der U17-Nationalmannschaft Europameister. Es folgte der sofortige Wiederaufstieg. Nach einer Vizemeisterschaft im Jahr 2010 hinter Germania Hauenhorst gelang ein Jahr später der Aufstieg in die Westfalenliga. Dabei konnte die Mannschaft alle 24 Saisonspiele gewinnen. In den Jahren 2013 und 2014 wurden die Billerbeckerinnen jeweils Dritter der Westfalenliga.
Ein Jahr später erreichte die Mannschaft mit dem Gewinn des Westfalenpokals durch einen 1:0-Sieg beim 1. FFC Recklinghausen ihren größten Erfolg, der mit der Teilnahme am DFB-Pokal verbunden ist. In der ersten Runde schlugen die Billerbeckerinnen überraschend den Zweitligisten FFV Leipzig mit 3:2, bevor die Mannschaft in Runde zwei gegen den Bundesligisten VfL Wolfsburg mit 0:19 unterlag. 2018 gewannen die Billerbeckerinnen zum zweiten Mal den Westfalenpokal durch einen 2:0-Sieg über Germania Hauenhorst. Im DFB-Pokal 2018/19 scheiterte die Mannschaft dann in der ersten Runde mit 1:4 gegen den Zweitligisten FSV Gütersloh 2009. 2023 stiegen die Billerbeckerinnen in die Landesliga ab. In der Saison 2024/25 stieg die Mannschaft als Erstplatzierte wieder in die Westfalenliga auf. 

### Erfolge
- Teilnahme am DFB-Pokal: 2015/16, 2018/19
- Westfalenpokalsieger: 2015, 2018
- Aufstieg in die Westfalenliga: 2011, 2025

### Persönlichkeiten
- Magdalena Richter

## Männerfußball

### Geschichte
Die Männermannschaft stieg im Jahre 2005 in die Bezirksliga auf. Sieben Jahre später folgte als Dreizehnter der Abstieg in die Kreisliga A. Im Jahre 2014 gelang nach einem 2:1-Entscheidungsspielsieg gegen den FC Epe die Rückkehr in die Bezirksliga. Allerdings folgte schon in der folgenden Spielzeit der direkte Wiederabstieg. In der Saison 2017/18 gelang der erneute Aufstieg in die Bezirksliga, bevor es 2022 wieder runter in die Kreisliga A ging.

### Erfolge
- Aufstieg in die Bezirksliga: 2005, 2014, 2018

### Persönlichkeiten
- Guido Fleige
- Sebastian Langkamp